# Apache Droids
Apache Droids es un proyecto de la Apache Software Foundation, actualmente en estado de incubación, que se dedica a la creación de un framework para la definición de web crawlers. Estos robots para la búsqueda de información en línea se construyen por medio de elementos genéricos tales como:
- Colas
- Protocolos
- Analizadores sintácticos empleando Apache Tika.
- Handlers

## Características
- Adaptabilidad. Completo control por medio de archivos de propiedades.[1]
- Multihilo. Un robot controla a varios "trabajadores" (hilos) que realizan la labor real.
- Respeto de robots.txt. Por defecto, Droids respeta las directrices de robot.txt.
- Limitación de recursos. Es posible configurar el número de hilos concurrentes que un robot pueda distribuir entre sus "trabajadores", así como el tiempo de retardo entre las peticiones.
- Dinámica basada en Spring Framework. Las propiedades mencionadas son inyectadas a la configuración Spring.
- Dinámica extendible. La configuración Spring emplea el configurador de Apache Cocoon y su registro dinámico, facilitando así la extensión de los robots.